# Ledereragrotis difficilis
Ledereragrotis difficilis är en fjärilsart som beskrevs av Nicolas Grigorevich Erschoff 1877. Ledereragrotis difficilis ingår i släktet Ledereragrotis och familjen nattflyn. Inga underarter finns listade i Catalogue of Life.